# Violetas del Anáhuac
Violetas del Anáhuac fue una revista mexicana para mujeres, dirigida por Laureana Wright de Kleinhans. Comenzó a circular el 4 de diciembre de 1887 y su último número se publicó en junio de 1889. Durante febrero de 1889, la dirección pasó a Mateana Murguía de Aveleyra, quien llevó el cargo hasta la última publicación del periódico.

## Contexto
Violetas del Anáhuac surgió en 1887 durante el gobierno de Porfirio Díaz como un semanario feminista que mantenía la ideología dominante de la época: el positivismo, ya que a partir de su publicación la directora literaria buscaba difundir la idea de instruir a las mujeres para alejarlas de la ignorancia y llevarlas hacia el progreso. Wright era fiel creyente de que formar buenas madres, forma buenos ciudadanos, debido a que las mujeres educarían a los hijos que el país necesitaba para alcanzar el desarrollo.
En el primer tomo Wright es la primera en exponer sus ideales educativos, en el texto titulado “La Sra. Carmen Romero Rubio de Díaz” utilizó la biografía de la que en aquel entonces era la primera dama, como modelo a seguir, pues ella fue educada en diversos campos de conocimiento, tenía un espíritu sincero y fuerte el cual se inclinaba por el bien del pueblo. Dentro del relato se nota su empeño por mostrar al personaje como una mujer ideal, remarcando el origen, las cualidades y los logros de la esposa del presidente, admirando el hecho de que incluso después de contraer matrimonio siguió expandiendo sus conocimientos por su propia cuenta. Todo esto hizo que Violetas del Anáhuac contara con el apoyo del régimen y mantuvo activo su tiraje por dos años sin sufrir la censura que otras publicaciones tuvieron durante este periodo.
La revista contaba con un sistema de correspondencia con sus lectoras, que se convirtieron en colaboradoras al mandar sus textos, los cuales al ser recibidos se editaban y publicaban. Las mujeres que colaboraron con el semanario dejaron un testimonio de su puño y letra que nos permite conocer la transformación de la vida femenina en el México de finales del siglo XIX, a veces escribían con sus nombres reales, otras con seudónimos y algunas en el anonimato, pero aun así, todas tenían la certeza de que eran leídas y comprendidas por sus iguales. 
Dentro de sus artículos más reconocidos, se encuentra el relato que Laureana Wright de Kleinhans realizó sobre el examen profesional de Matilde Montoya, la primera mujer en recibir el título de médico en el país.

## Antecedentes
En 1861 el presidente Benito Juárez decretó que las mujeres debían tener la oportunidad de estudiar. Es así como un número privilegiado asistió a colegios, normales, institutos e incluso escuelas de medicina y jurisprudencia. Se fundó la Escuela de Artes y Oficios para Mujeres, institución que preparaba a las jóvenes mexicanas para trabajar en caso necesario de no tener quien las protegiera. Entre los cursos impartidos se encontraba el de la imprenta. La práctica de este oficio propició que algunas alumnas crearan una publicación propia para ejercitar las tareas de impresión. Es así como nace en México uno de los primeros semanarios hecho por mujeres, fue llamado Las Hijas del Anáhuac;sólo era precedido por La Siempreviva, periódico fundado en 1870 por Rita Cetina, Gertrudis Tenorio y Cristina Farfán en Mérida.
Aquel semanario de la Escuela de Artes y Oficios apareció el 19 de octubre de 1873 y dejó de circular el 18 de enero de 1874. Fue redactado por Guadalupe Ramírez, Concepción García y Ontiveros y Josefa Castillo. La suscripción al mes costaba 25 centavos y cada ejemplar tenía un precio de seis centavos. El periódico circulaba una vez por semana. Durante su corta existencia, Las Hijas del Anáhuac publicó cuatro secciones fijas, la primera de ellas titulada “Almohadilla”, presentaba diversas notas, algunas se referían a consejos de belleza o caseros. También, se insertaban composiciones poéticas, así como una recomendación a todas las mujeres para que leyeran el semanario: Otra sección, tradicional en la prensa de la época, fue “Gacetilla”, que daba luces principalmente de notas donde comentaban las opiniones de otros periódicos sobre el nacimiento de Las Hijas del Anáhuac.
Años más tarde, en 1888, surgió otro proyecto bajo el mismo título, Las Hijas del Anáhuac, pero meses más tarde cambió su nombre por el de Violetas del Anáhuac. Periódico Literario redactado por señoras. Esto debido a que el 5 de enero de 1888 comenzó a circular una hoja suelta con el mismo nombre de la publicación, dirigida por la señora Concepción García de Mota Velasco; el suyo era un semanario religioso, musical y literario. Es así que se decidió modificar el nombre para no perjudicar la imagen editorial del periódico.
Entre las publicaciones femeninas escritas por mujeres, emanadas en la capital hace dos siglos, sobresalen las siguientes:
- Las hijas del Anáhuac (1873-1874). Se considera como la primera publicación dirigida y escrita por mujeres en la capital del país, pero hay que recordar que en Mérida había circulado la revista La Siempreviva entre 1870 y 1872.

- El Álbum de la Mujer (1883-1890). Destacó en la época porque su directora, la española Concepción Gimeno, fue pionera en reflexiones críticas sobre la condición femenina en México.

- El Correo de las Señoras (1883-1894). Fue un periódico que circuló durante una década, incluía colaboraciones poéticas, narrativas, ensayísticas y de orden periodístico.

- Violetas del Anáhuac (1887-1889). Escribieron sobre diferentes temáticas, convirtiéndose en otro semillero de poetas, escritoras y periodistas, entre las cuales algunas destacaron al iniciar el siglo XX.[3]

## Aspecto editorial
Igual que el resto de las publicaciones periódicas dirigidas por mujeres durante el siglo XIX, Violetas del Anáhuac abordaba temas sobre educación femenina, higiene del hogar, poesía, música y eventos culturales, pretendía brindar a las mujeres un espacio de escritura y de lectura para cultivarse y conducirlas, bajo la idea positivista, hacia "el progreso"; esto con el fin de formar a los hijos que el país necesitaba. También es por eso que se promovía la idea de que las mujeres debían ser tanto buenas guías para sus hijos, como esposas que supieran aconsejar y estar a lado de sus parejas, debido a esto que se les llegó a nombrar ángeles del hogar. Con esto podemos notar que las ideas educativas para las mujeres no se separaban de los ámbitos maternales y matrimoniales, si, habían iniciativas de cultivar a la mujer, pero tampoco se debía separarla de sus responsabilidades principales
Estaba subsidiada por el gobierno de Porfirio Díaz; para su tiraje anualmente recibían un monto de $22.50 (veintidós pesos con cincuenta centavos) lo que equivalía a treinta suscripciones a este periódico. La publicación era distribuida de manera semanal los días domingo, se vendía en el Almacén de Manuel A. Martínez ubicado en el portal de la fruta en la esquina de la calle del Espíritu Santo. Tenía un costo mensual de 75 centavos y si los números eran vendidos de manera individual, tenían un precio de 25 centavos. Esta publicación se vendía en las principales ciudades del país por lo que dentro de los estados de la República tenía un costo de $1 (un peso).
Fue dirigido administrativamente por Ignacio Pujol y el aspecto literario era supervisado por la escritora guerrerense Laureana Wright de Kleinhans quien había colaborado previamente en otras publicaciones dirigidas a mujeres de la clase media mexicana. Wright fue la editora hasta que a inicios de 1889 su enfermedad le impidió continuar al mando del periódico, cediendo su lugar a Mateana Murguía de Aveleira, escritora jalisciense que había colaborado incluso en la antigua publicación de la Escuela de Artes y Oficios para Mujeres Las Hijas del Anáhuac. 
Cada ejemplar de Violetas del Anáhuac estaba compuesto por 12 páginas impresas a doble espacio, en un tamaño de 32 centímetros; en los primeros números se tendía a utilizar una litografía en la portada, pero posteriormente se decidió eliminar este aspecto y solamente dejar el título, que en ocasiones se acompañaba del retrato de alguna mujer notable. Se encargaba la impresión de los materiales a la imprenta Aguilar e Hijos y algunas veces se recurría a los servicios de Litografías H. Iriarte.De acuerdo con la primera página del semanario, la ubicación física del periódico era en la calle de 5 de Mayo #16 en el Centro Histórico de la Ciudad de México. Llegó a contar con treinta y tres colaboradoras e incluso en algunas ocasiones ciertos varones eran invitados a colaborar como articulistas o poetas.

## Principales colaboradoras
En el periodo de publicación del semanario llegaron a participar treinta y tres colaboradoras, aunque más de la mitad de su contenido fue editado por menos de la tercera parte de ellas. Las escritoras provenían de diferentes tipos de familia, pero se puede decir que en su mayoría pertenecían a una clase media que caracterizaba a las escritoras de la época. Algunas de ellas fueron instruidas por profesores particulares (en especial las que nacieron de 1830 a 1850), otras más asistieron a colegios particulares, las que nacieron posteriormente a esos años, y una menor parte a la que pertenecen las colaboradoras más jóvenes, estuvo inscrita en escuelas públicas. De los datos que se tienen, se estima que al menos doce de las colaboradoras fueron maestras, incluida Matena Murguía.
Algunas de las escritoras del semanario fueron:
- Laureana Wright de Kleinhans
- Dolores Correa y Zapata
- Fanny Natali de Testa Utilizaba el pseudónimo de "Titania"
- Isabel Prieto de Landázuri, que ya había muerto cuando circuló Violetas del Anáhuac
- Ignacia Padilla de Piña
- Mateana Murguía de Aveleria
- María del Refugio Argumedo
- María Yáñez
- Elvira Lozano
- Francisca Carlota Cuellar, que firmaba con el seudónimo "Anémona"
- Lucia G. Herrera
- Rosa Navarro
- Carolina Zapata
- Dolores Mijares
- Dolores Puig

### Seudónimos
Algunas colaboradoras de la revista preferían usar seudónimos en sus publicaciones de entre los que destacan los siguientes:
- Anémona
- Elisa
- Madre selva
- Titania
- Hirondelle

## Contenido
A lo largo de los dos años de publicación se crearon 843 textos entre los que podemos encontrar biografías, cuentos, novelas, artículos de opinión, artículos científicos, narraciones históricas, textos en prosa literaria, charadas, poesías, avisos sobre eventos sociales, etc. Todas las secciones de la revista eran firmadas por mujeres. La información y ensayos abordaban temas como la opinión literaria, doméstica, política, ciencias exactas y naturales, de salud,  crónica social e instrucción femenil. Se ponía gran énfasis en lo referente a la nación, la maternidad y la naturaleza. Existen números en los que también se abordaba la educación infantil, así como el papel de los padres y maestros en la formación de los niños y jóvenes de México.
Ubicado en esta última temática, se encuentra en el ejemplar del 29 de enero de 1888 un artículo titulado simplemente “Instrucción infantil”, escrito por una mujer que se presenta como “Metztitlán” y que firma al final de su trabajo como “Elisa”, donde plasma sus impresiones acerca de la instrucción que era impartida para las mujeres de la época y las incidencias negativas que esta tiene sobre su comportamiento en sociedad. En este artículo, la autora describe el papel que tiene la educación de la mujer en esa época y comienza con la siguiente idea: "Numerosas personas sostienen que es estudio, lejos de mejorar la condición de la mujer, la hace adquirir nuevos defectos. (…), en parte tienen razón, pero esto, no es debido á (sic) la instrucción que la mujer recibe, sino á (sic) la manera de impartírsela". (Metzitlán, 1888, p. 103)
Posteriormente, realiza una comparación de la educación con la máquina de vapor y propone el caso hipotético de un “conductor ignorante”, que por su impericia ocasiona un grave accidente de ferrocarril y propone, en lugar de culpar al vapor y desaparecer las máquinas que funcionan con éste, buscar conductores útiles que sean “agentes del progreso”. En esta analogía, la educación es la máquina de vapor y el conductor las mujeres. Menciona después que la educación en realidad tendría que ser el medio por el cual las mujeres modifiquen sus defectos, en lugar de ser aumentados toda ocasión que se les prive de esta.
Sin embargo, no debe pensarse que esta mujer era de pensamiento completamente progresista, no se proponía en el artículo que las mujeres entraran de lleno a los cerrados círculos del campo científico. Se observa en la publicación que la instrucción femenina se exigía en la medida en que esta resultara útil para el correcto cuidado de los niños y el adecuado acercamiento a sus cónyuges. La autora menciona que “el influjo del sexo débil tiene sobre el fuerte puede ser la base de la virtud o (sic) el pedestal del crimen”. (Metzitlán, 1888, p. 103)
Apunta después que esa era la única razón por la cual una mujer debía instruirse. Si bien no quería que las mujeres fueran expertas en ciencias o artes, sí pretendía la autora que se profesionalizaran: “Ojalá que todas las mujeres adquiriesen una profesión, arte ú (sic) oficio conforme á (sic) su inteligencia, aptitud y fortuna”. (Metztitlán, 1888, p. 104). Queda claro que entonces, como ahora, la educación no era para todos los varones, mucho menos para todas las mujeres. La impartición de esta se encontraba condicionada a factores de índole económica, política y cultural, por lo que sólo unos cuantos tenían acceso a ella.
Dentro de un número tan extenso de textos y autoras es normal que existan matices entre sus ideales, pero uno siempre prevalecía: la educación de la mujer. Esta revista abrió un espacio en el que las mujeres podían compartir sus ideales, escritos y poemas, formando una red de apoyo 